# 旧制中等教育学校の一覧 (岡山県)
岡山県における旧制中等教育学校の一覧（きゅうせいちゅうとうきょういくがっこうのいちらん）は、学制改革前（第二次世界大戦前）の岡山県内での旧学制の中等教育学校をまとめた一覧である。

## 旧制中学校

### 公立

#### 1600年代創立
- 仮学館（1666年） ⇒ 普通学校 ⇒ 岡山県第一中学区一番小学 ⇒ 私立遺芳館 ⇒（生徒移籍）温知学校 ⇒ 岡山中学校（1879年）⇒ 岡山学校中学科 ⇒ 岡山県尋常中学校 ⇒ 岡山県岡山尋常中学校 ⇒ 岡山県岡山中学校（1879年） ⇒ 岡山県立岡山中学校 ⇒ 岡山県岡山中学校 ⇒ 岡山県第一岡山中学校 ⇒《新制》岡山県立岡山第一高等学校 ⇒岡山県立岡山朝日高等学校（1949年：統合）
- 閑谷学校（1670年） ⇒ 私立閑谷精舎（1884年） ⇒ 私立中学閑谷黌 ⇒ 私立閑谷中学校（1903年）⇒ 岡山県閑谷中学校（1921年） ⇒《新制》岡山県立閑谷高等学校 ⇒岡山県立和気高等学校 ⇒ 岡山県立和気閑谷高等学校（1965年）

#### 1800年代創立
- 岡山県津山尋常中学校（1895年）⇒ 岡山県津山中学校（1900年） ⇒《新制》岡山県立津山高等学校 ⇒岡山県立成美高等学校（1949年：統合） ⇒ 岡山県立津山高等学校（1953年）⇒ 岡山県立津山中学校・高等学校（2015年）
- 岡山県高梁尋常中学校（1895年）⇒ 岡山県高梁中学校（1900年） ⇒ 岡山県立高梁中学校 ⇒《新制》岡山県立高梁第一高等学校 ⇒岡山県立高梁高等学校（1949年：統合）

#### 1900 - 1919年創立
- 岡山県立矢掛中学校（1902年）⇒ 岡山県矢掛中学校 ⇒《新制》岡山県立矢掛第一高等学校 ⇒岡山県立矢掛高等学校（1949年：統合）
- 私立関西中学校天城分校（1906年：私立）⇒ 私立天城中学校（1908年）⇒岡山県天城中学校（1921年：県立移管）⇒《新制》岡山県立倉敷天城高等学校 ⇒ 岡山県立倉敷天城中学校・高等学校（2007年）

#### 1920 - 1947年創立
- 岡山県第二岡山中学校（1921年）⇒《新制》岡山県立岡山第二高等学校 ⇒岡山県立岡山操山高等学校（1949年：統合）⇒ 岡山県立岡山操山中学校・高等学校（2002年）
- 岡山県勝山中学校（1923年）⇒《新制》岡山県立勝山第一高等学校 ⇒岡山県立勝山高等学校（1949年：統合）
- 岡山県西大寺中学校（1941年）⇒《新制》岡山県立西大寺高等学校
- 岡山県玉野中学校（1941年）⇒《新制》岡山県立玉野高等学校 ⇒ 岡山県立玉野第一高等学校 ⇒岡山県立玉野高等学校（1949年：統合）
- 岡山県倉敷中学校（1944年）⇒《新制》岡山県立倉敷高等学校 ⇒岡山県立倉敷青陵高等学校（1949年：統合）
- 岡山県立岡山夜間中学校 ⇒ 岡山県烏城中学校 ⇒ 岡山県立烏城高等学校

### 私立

#### 1800年代創立
- 興譲館（1853年）⇒  興譲館中学校 ⇒《新制》興譲館高等学校

- 私立岡山普通予備学校（1884年：岡山区磨屋町）⇒私立養忠学校（1899年：岡山市内山下へ移転）⇒金川中学校（1904年：御津郡金川村へ移転） ⇒《新制》金川高等学校 ⇒岡山県立金川高等学校（1952年：県立に移管）⇒岡山県立岡山御津高等学校（2005年：統合）

- 私立岡山薬学校（1887年） ⇒ 私立関西尋常中学校（1894年） ⇒ 関西中学校 ⇒《新制》関西高等学校
- 神道金光教会学問所（1894年） ⇒ 神道金光教会学問所中学部 ⇒ 金光中学 ⇒ 金光中学校 ⇒《新制》金光中学・高等学校 ⇒ 金光学園中学・高等学校（1949年）

#### 1900 - 1947年創立
- 私立中学閑谷黌分校（1909年） ⇒ 私立中学第二閑谷黌 ⇒ 私立中学岡山黌 ⇒ 私立岡北中学校 （1933年廃止）

- 山陽中学校（1947年） ⇒《新制》岡山山陽高等学校 ⇒ おかやま山陽高等学校（2002年）
- 生石中学校（1947年） ⇒ 山陽中に統合

## 高等女学校

### 公立

#### 1800年代創立
- 私立向町縫製所（1881年）⇒ 私立順正女学校（1885年）⇒ 私立高梁順正女学校（1898年） ⇒ 私立順正高等女学校（1921年）⇒ 岡山県順正高等女学校 （1921年：県立移管）⇒ 岡山県高梁高等女学校 ⇒《新制》岡山県立高梁第二高等学校 ⇒岡山県立高梁高等学校（1949年：統合、岡山県立高梁高等学校 伊賀町校舎 → 本校に統合[注釈 1]）
- 私立春靄学舎（1891年）⇒ 私立春靄学校 ⇒ 私立春靄女学校 ⇒ 私立春靄実科高等女学校 ⇒ 組合立春靄高等女学校（1919年：公立移管）⇒ 岡山県総社高等女学校 ⇒《新制》岡山県立総社高等学校

#### 1900 - 1919年創立
- 岡山県高等女学校（1900年）⇒ 岡山県立岡山高等女学校（1902年：岡山女子師範学校を併置）⇒ 岡山県第一岡山高等女学校 ⇒《新制》岡山県立岡山第一女子高等学校 ⇒岡山県立岡山操山高等学校（1949年：統合）⇒ 岡山県立岡山操山中学校・高等学校（2002年）
- 岡山県津山高等女学校（1902年）⇒《新制》岡山県立津山女子高等学校 ⇒岡山県立成美高等学校（1949年：統合）⇒ 岡山県立津山高等学校（1953年）⇒ 岡山県立津山中学校・高等学校（2015年）
- 寄島西尋常高等小学校付設裁縫専修学校（1902年）⇒ 寄島女学校 ⇒ 岡山県寄島実科高等女学校（1923年）⇒ 岡山県寄島高等女学校（1943年）⇒《新制》岡山県寄島高等学校 ⇒ 寄島・大島・黒崎三カ町村学校組合岡山県寄島高等学校 ⇒岡山県立鴨方高等学校（1971年：統合）
- 井原女子尋常高等小学校補習科（1902年：専修科）⇒ 後月郡井原町立井原女学校 ⇒ 岡山県井原町立高等女学校（1912年）⇒ 岡山県井原高等女学校 ⇒《新制》岡山県立井原高等学校
- 笠岡町立笠岡女学校（1902年） ⇒ 笠岡町立実科高等女学校 ⇒ 岡山県笠岡高等女学校（1917年）⇒《新制》岡山県立笠岡第二高等学校 ⇒岡山県立笠岡高等学校 千鳥校舎（統合） ⇒岡山県立笠岡高等学校（1953年：分離独立）
- 玉島町立玉島女学校（1904年）⇒ 玉島町立玉島実科高等女学校 ⇒ 岡山県立玉島高等女学校（1916年）⇒《新制》岡山県立玉島高等学校 ⇒ 岡山県立玉島第一高等学校 ⇒岡山県立玉島高等学校（1949年：統合）
- 西大寺町立高等女学校（1906年）⇒ 岡山県西大寺高等女学校 ⇒ 岡山県立西大寺高等女学校 ⇒《新制》岡山県立西大寺女子高等学校 ⇒岡山県立西大寺高等学校（1949年：統合）
- 倉敷町立倉敷女学校（1908年） ⇒ 林野町立林野実科高等女学校 ⇒ 林野町立林野実科高等女学校 ⇒ 岡山県林野高等女学校（1928年）⇒《新制》岡山県立林野高等学校
- 精思女学校（1908年）⇒ 精思高等女学校（1920年）⇒ 倉敷高等女学校 ⇒ 岡山県倉敷高等女学校 ⇒《新制》岡山県立倉敷精思高等学校 ⇒（1949年：統合）岡山県立倉敷青陵高等学校
- 觀生女学校（1908年：鴨方村立）⇒ 觀生実科高等女学校 ⇒ 觀生高等女学校（1920年）⇒ 岡山県鴨方高等女学校（1943年）⇒《新制》岡山県立鴨方高等学校
- 瀬戸実科女学校（1909年）⇒ 岡山県瀬戸実科高等女学校 ⇒ 岡山県瀬戸高等女学校（1923年）⇒《新制》岡山県立瀬戸高等学校
- 勝山町立勝山実科高等女学校（1911年）⇒ 勝山町立勝山高等女学校（1919年）⇒ 岡山県勝山高等女学校 ⇒《新制》岡山県立勝山第二高等学校 ⇒岡山県立勝山高等学校（1949年：統合）
- 矢掛尋常高等小学校付設矢掛女学校（1913年） ⇒ 岡山県矢掛高等女学校（1920年）⇒《新制》岡山県立矢掛第二高等学校 ⇒岡山県立矢掛高等学校（1949年：統合）
- 新見町立新見実科高等女学校（1918年） ⇒ 岡山県立新見実科高等女学校 ⇒ 岡山県立新見高等女学校（1923年）⇒《新制》岡山県立新見高等学校
- 六ヶ町村組合立龍王実科高等女学校（1919年） ⇒ 龍王高等女学校（1922年）⇒ 岡山県味野高等女学校 ⇒《新制》岡山県立児島高等学校 ⇒（琴浦高等学校と合併）岡山県立南海高等学校児島校舎 ⇒（分離独立）岡山県立児島高等学校 ⇒岡山県立倉敷鷲羽高等学校（2003年：統合）

#### 1920 - 1947年創立
- 岡山県邑久実科高等女学校（1921年）⇒ 岡山県邑久高等女学校（1926年）⇒《新制》岡山県立邑久高等学校
- 岡山県牛窓実科高等女学校（1922年）⇒ 岡山県牛窓高等女学校（1924年）⇒《新制》岡山県立牛窓高等学校 ⇒岡山県立邑久高等学校（1949年：統合）
- 岡山県勝間田高等女学校（1922年）⇒林野高等女学校（1928年：統合）
- 組合立和気高等女学校（1922年）⇒ 岡山県立和気高等女学校 ⇒《新制》岡山県立和気高等学校 ⇒ 岡山県立和気閑谷高等学校（1965年）
- 岡山県久世高等女学校（1923年）⇒（1930年、廃校）
- 組合立落合実科高等女学校（1924年）⇒ 岡山県立落合高等女学校（1926年）⇒《新制》岡山県立落合高等学校 ⇒岡山県立真庭高等学校 落合校地（2011年：統合）
- 岡山県有漢高等女学校（1924年）⇒（1928年：廃校）
- 岡山県六ヶ町村学校組合立福渡実科高等女学校（1925年）⇒ 岡山県福渡高等女学校（1928年）⇒《新制》岡山県立福渡高等学校 ⇒岡山御津高等学校（2005年：統合）
- 成羽町立岡山県成羽高等女学校（1926年）⇒ 岡山県立成羽高等女学校 ⇒《新制》岡山県立成羽高等学校 ⇒岡山県立高梁城南高等学校（2004年：統合）
- 岡山県第二岡山高等女学校（1936年：岡山県女子師範学校に併設）⇒《新制》岡山県立岡山第二女子高等学校 ⇒岡山県立岡山朝日高等学校（1949年：統合）
- 岡山県日比高等女学校（1939年）⇒《新制》岡山県立日比高等学校 ⇒ 岡山県立玉野第二高等学校 ⇒岡山県立玉野高等学校（1949年：統合）
- 岡山県足守高等女学校 ⇒（1928年：廃校）
- 岡山県片上高等女学校 ⇒（廃校）

### 私立
1800年代設立
- 和裁塾翠松舎（1884年） ⇒ 片山女子高等技芸学校 ⇒ 片山技芸高等学校 ⇒《新制》片山女子高等学校 ⇒ 倉敷翠松高等学校（1973年）
- 志信裁縫黌（1884年） ⇒ 佐藤裁縫女学校 ⇒ 佐藤和洋裁縫女学校 ⇒ 岡山高等女子職業学校 ⇒ 岡山城北女子商業学校 ⇒《新制》岡山城北女子高等学校 ⇒ 岡山県岡山女子高等学校 ⇒ ベル学園高等学校 ⇒ 創志学園高等学校（2010年）[注釈 2]
- 岡山女学校（1886年） ⇒ 玫瑰（まいかい）女学校 ⇒ 清心高等女学校 ⇒《新制》清心高等学校
- 山陽英和女学校（1886年） ⇒ 山陽女学校 ⇒ 山陽高等女学校 ⇒《新制》山陽女子中学校・高等学校 ⇒ 山陽学園中学校・高等学校（2020年）

1900 - 1919年創立
- 甘露育児院（1900年） ⇒ 私立淳和女学校 ⇒ 岡山県淳和実科高等女学校 ⇒ 岡山県淳和高等女学校（統合） ⇒《新制》淳和女子高等学校 ⇒ 黎明高等学校 ⇒ 岡山龍谷高等学校（2007年）
  - 淳和女子職業学校 ⇒ 淳和女子商業学校 ⇒ 淳和女高に統合
- 岡山実科女学校（1904年） ⇒ 就実高等女学校 ⇒ 岡山県就実高等女学校 ⇒《新制》岡山県就実中学校・高等学校 ⇒ 就実中学校・高等学校（1981年）
- 津山高等裁縫学校（1915年）⇒ 津山実科女学校 ⇒ 津山実科高等女学校 ⇒ 岡山県美作高等女学校 ⇒《新制》岡山県美作高等学校

1920 - 1947年創立
- 岡山県生石高等女学校（1924年）⇒《新制》岡山県生石高等学校 ⇒ 岡山県山陽高等学校 ⇒ おかやま山陽高等学校（2002年）
  - 岡山県生石女子商業学校 ⇒ 生石高に統合
  - 岡山県生石女子高等技芸学校 ⇒ 生石高に統合
- 岡山県真備（しんび）高等女学校（1924年） ⇒《新制》岡山県真備高等学校 ⇒ 明誠学院高等学校（1997年）
- 津山女子高等技芸学院（1930年）⇒ 津山女子技芸学院 ⇒ 津山女子高等技芸学校 ⇒ 岡山県作陽女子商業学校 ⇒《新制》岡山県作陽女子高等学校 ⇒ 岡山県作陽高等学校（1963年） ⇒ 作陽学園高等学校（2023年）
- 岡山県高梁実科高等女学校 ⇒ 岡山県備中高等女学校 ⇒ 廃校
- 岡山県高梁高等技芸女学校 ⇒ 廃校
- 山本実科高等女学校 ⇒（1929年：廃校）

## 実業学校

### 公立
- 笠岡町立商業学校 → 岡山県笠岡商業学校 → 岡山県笠岡工業学校 → 岡山県笠岡商業学校 ⇒ 岡山県立笠岡第一高等学校 → 笠岡二高と統合し岡山県立笠岡高等学校 → 岡山県立笠岡商工高等学校 → 岡山県立笠岡商業高等学校
- 笠岡商より分離 → 岡山県笠岡工業学校 ⇒ 笠岡一高に統合 → 岡山県立笠岡高等学校 → 岡山県立笠岡商工高等学校 → 岡山県立笠岡工業高等学校
- 有功学舎 → 林園書院 → 作東義塾 → 勝田郡立農林学校 → 岡山県立勝間田農林学校 ⇒ 岡山県立勝間田農林高等学校 → 岡山県立勝間田高等学校 → 岡山県立勝間田農林高等学校 → 岡山県立勝間田高等学校
- 岡山県立工業高等学校 → 岡山県第一工業学校 ⇒ 岡山県立岡山工業高等学校 → 岡山県立岡山西高等学校 → 岡山県立岡山工業高等学校
- 久世農林学校 → 岡山県久世農業高等学校 → 岡山県久世高等学校 ⇒ 岡山県立久世高等学校 → 岡山県立真庭高等学校久世校地
- 岡山県倉敷工業学校 ⇒ 岡山県立倉敷工業高等学校
- 倉敷商業補習学校（私立）→ 倉敷町立倉敷商業学校 → 岡山県倉敷商業学校 ⇒ 岡山県立倉敷商業高等学校 → 岡山県立至誠高等学校 → 岡山県立倉敷商業高等学校
- 岡山県児島郡興除実業学校 → 岡山県興除農学校 → 岡山県興除実業学校 → 岡山県興除農学校 ⇒ 岡山県立児島農業高等学校 → 岡山県立興陽高等学校
- 井原町立井原実業学校 → 岡山県後月実業学校 → 岡山県後月農学校 ⇒ 岡山県立井原高等学校 → 岡山県立井原高等学校より分離 → 岡山県井原実業高等学校 → 岡山県精研高等学校 → 岡山県立精研高等学校 → 井原高に統合（南校地）
- 瀬戸実業学校 → 岡山県瀬戸農芸学校 ⇒ 瀬戸高に統合 → 岡山県立瀬戸農業高等学校 → 岡山県立瀬戸南高等学校
- 岡山県農事講習所 → 岡山県農学校 → 岡山県高松農学校 ⇒ 岡山県立高松農業高等学校 → 岡山県立高松高等学校 → 岡山県立高松農業高等学校
- 玉島町立玉島商業学校 → 岡山県玉島商業学校 ⇒ 岡山県立玉島高等学校 → 岡山県立玉島高等学校 → 岡山県立玉島商業高等学校
- 岡山県商業学校 → 岡山県立商業学校 → 岡山県商業学校 → 岡山県岡山商業等学校 → 岡山県岡山第一商業学校・岡山県岡山第二商業学校 ⇒ 岡山県立岡山商業高等学校・岡山県立岡山産業高等学校→岡山県立岡山東高等学校→岡山県立岡山東商業高等学校
- 岡山県岡山商業等学校より分離 → 岡山県岡山第二商業学校 ⇒ 岡山県立岡山産業高等学校 → 岡山東高に統合
- 岡山市立商業学校 ⇒ 岡山県立岡山南高等学校
- 岡山県立津山工業学校 ⇒ 岡山県立津山工業高等学校
- 津山町立津山商業学校 → 岡山県津山商業学校 → 岡山県津山拓殖学校 → 岡山県津山商業学校 ⇒ 岡山県立津山商業高等学校
- 組合立岡山県新見農林学校 → 岡山県立新見農林学校 ⇒ 岡山県立新見農業高等学校 → 新見高に統合 → 新見高より分離し岡山県立新見農業高等学校 → 岡山県立新見農工高等学校 → 岡山県立新見北高等学校 → 新見高に統合（北校地）
- 岡山県片上工業学校 ⇒ 岡山県立片上高等学校 → 岡山県立備前高等学校 → 岡山県立備前緑陽高等学校

### 私立
- 岡山県高梁商業学校（1930年4月） → 岡山県高梁農林学校（1944年4月） ⇒ （1948年：統合）岡山県高梁実業高等学校 → 岡山県高梁日新高等学校（1949年10月） → 方谷學舎高等学校（2023年6月）
  - 岡山県高梁女子商業学校（1944年4月） ⇒ 岡山県高梁実業高等学校に統合
- 山陽工業学校 → 生石高に統合
- 吉備商業学校 ⇒ 吉備高等学校 → 岡山商科大学附属高等学校
- 岡山薬学校 → 廃校
- 岡山医薬学予備校 → 高等学校医科予備門 → 関西尋常中学校 ⇒ 関西高等学校
- 岡山薬学校（第2次）→ 廃校
- 私立手荘農林学院 ⇒ 岡山県成羽高等学校手荘校舎 → 岡山県立成羽高等学校手荘校舎 →  岡山県立成羽高等学校川上校舎 → 岡山県立川上農業高等学校 → 岡山県立高梁城南高等学校に統合
- 興譲館商業学校（興譲館中学校より分離）⇒ 興譲館高等学校に統合
- 興譲館工業学校（興譲館中学校より分離）⇒ 興譲館高等学校に統合